# Anomala novoguineensis
Anomala novoguineensis är en skalbaggsart som beskrevs av Ohaus 1916. Anomala novoguineensis ingår i släktet Anomala och familjen Rutelidae. Inga underarter finns listade i Catalogue of Life.